# 高思宗
高思宗（?—?），南北朝東魏、北齐人物。高欢祖父之弟高稚的曾孫、高陀之孙、高雍之子。

## 生平
高思宗颇有武功与才干。高思宗养浩氏之子高思好为己弟。东魏武定末年，担任中軍将軍、儀同三司，官至兗州刺史，封上洛郡開国男。北齐天保元年（550年）六月，高洋封他为封上洛郡王。官至清都尹。武平元年（570年）十月，高纬任命他为司空。官至太傅，在官任上去世。
其子高元海、高孝緒（過繼給高永樂）。

## 延伸阅读
[在维基数据编辑]
 《北齊書/卷14》，出自李百药《北齊書》
 《北史·卷051》，出自李延壽《北史》